# Thomas Goerge
Thomas Goerge (* 1973 in Freising) ist ein deutscher Künstler, Bühnenbildner und Kostümbildner.

## Leben
Thomas Goerge wurde 1973 in Freising in Oberbayern geboren.
Er studierte von 1997 bis 2001 an der Universität für angewandte Kunst in Wien in der Meisterklasse von Prof. Bernhard Kleber Bühnen- und Filmgestaltung.
Nach dem Studium war er von 2001 bis 2003 fester Hausassistent am Schauspiel Frankfurt unter der Intendanz von Elisabeth Schweeger.

## Arbeiten am Theater
Thomas Goerge konzipierte Ausstattungen für Regisseure wie Christof Nel, Dimiter Gotscheff, Jan Neumann, Hermann Schmidt-Rahmer und Christoph Schlingensief u. a. am Thalia Theater Hamburg / Bregenzer Festspiele, am Schauspiel Köln, Schauspiel Frankfurt, am Düsseldorfer Schauspielhaus, Ulm, Essen, Bochum und dem Staatstheater Stuttgart sowie im Musiktheaterbereich an der Wiener Kammeroper, an der Bayerischen Theaterakademie in München und der Deutschen Oper Berlin.
Von 2004 bis 2007 arbeitete er zusammen mit Daniel Angermayr am Bühnenbild zu »Parsifal« (Musikalische Leitung: Pierre Boulez, Regie: Christoph Schlingensief) bei den Bayreuther Festspielen.
2005 inszenierte er zusammen mit Daniel Angermayr „Venus und Adonis“ von John Blow an der Kammeroper Wien.
Er entwickelte mit Thekla von Mühlheim die Bühneninstallation für »Eine Kirche der Angst vor dem Fremden in mir« (Ruhrtriennale 2008, Holland Festival Amsterdam 2009, Theatertreffen Berlin 2009).
Im Oktober 2010 richtete er das Bühnenbild für die Uraufführung »Metanoia über das Denken hinaus« (Musikalische Leitung: Daniel Barenboim) an der Staatsoper Unter den Linden Berlin ein. Im Frühjahr 2014 inszenierte Thomas Goerge an der Staatsoper Berlin "Die Blinden / Die Verwandlung" nach Maurice Maeterlinck und Franz Kafka von Paul-Heinz Dittrich.

## Installationen
Seine Installationen sind u. a. 2001 in Wien am Karajan Centrum mit der Ausstellung »Alles Andere ist Gaslicht« mit Dieter-Christoph Wilhelm und zusammen mit Daniel Angermayr mit der Ausstellung »moving out« im Museum Moderner Kunst Wien in Erscheinung getreten.
Außerdem war Thomas Goerge bei dem Projekt »Operndorf Afrika« in Burkina Faso künstlerischer Mitarbeiter von Christoph Schlingensief und Francis Kéré. Im Rahmen des Kulturhauptstadtprojekts »Odyssee Europa« bei RUHR.2010 reiste Thomas Goerges Installation »Trojanisches Pferd« durch die Ruhrregion.
Thomas Goerge und Gerhard Schebler gründeten 2001 die Verwicklungshilfeorganisation caprificus.org. Für die Kunstfestspiele Herrenhausen 2010 in Hannover entwickelte er zusammen mit Korbinian Goerge und Gerhard Schebler die Maschinenoper »Caprificus II«.
Auf der 54. Biennale in Venedig 2011 war seine Bühneninstallation »Eine Kirche der Angst vor dem Fremden in mir« im Deutschen Pavillon zu sehen.

## Lehrtätigkeit
Unter seine Lehrtätigkeit fallen Lehrveranstaltungen und Vorträge an der Hochschule für Musik und Theater »Felix Mendelssohn Bartholdy« Leipzig, an der Bayerischen Theaterakademie »August Everding« und an der Johann-Wolfgang-Goethe-Universität Frankfurt am Main.

## Veröffentlichung
- Caprificus. (PDF; 26 kB) Beitrag zur Dramaturgischen Gesellschaft am 14. Januar 2010
- Nesabre Nasara. Die Zeit vom 22. Dezember 2009
- Der Bischof und der Bär, Fink Media Verlag, Freising 2011 ISBN 978-3-00-036564-5.
- Jump'n'Grail Parsifal, Amatl Verlag, Hallbergmoos 2013 ISBN 978-3-98-161710-8.